# 클로랄
클로랄(Chloral)은 트리클로로아세트알데히드 또는 트리클로로에탄알로도 알려진 물질로, 화학식 Cl3CCHO를 갖는 유기 화합물이다. 이 알데히드는 광범위한 용매에 용해되는 무색 액체이다. 이는 물과 반응하여 한때 널리 사용된 진정제 및 수면제 물질인 클로랄 수화물을 형성한다.

## 생산
클로랄은 1832년 독일 화학자 유스투스 폰 리비히에 의해 처음 제조되고 명명되었다. 리비히는 무수 에탄올을 건조 염소 가스로 처리했다.
클로랄은 염산이 있는 상태에서 아세트알데히드를 염소화하여 클로랄 수화물을 생성함으로써 상업적으로 생산된다. 에탄올은 공급원료로 사용될 수도 있다. 이 반응은 삼염화안티몬에 의해 촉매된다.
H3CCHO + 3 Cl2 + H2O → Cl3CCH(OH)2 + 3 HCl
클로랄 수화물은 반응 혼합물로부터 증류된다. 그런 다음 증류액을 진한 황산으로 탈수시킨 후 (물을 함유한) 중산층을 제거한다.
Cl3CCH(OH)2 → Cl3CCHO + H2O
생성된 생성물은 분별 증류로 정제된다. 일부 염소 처리된 물에서는 소량의 염소 수화물이 발생한다.

## 독성
클로랄과 클로랄 수화물은 빠르게 수화되기 때문에 생물학적으로 동일한 특성을 갖는다. 클로랄 수화물은 지속적인 효과 없이 그램 규모로 환자에게 일상적으로 투여되었다. 증기에 장기간 노출되면 LC50(4시간 노출 기준)이 440mg/m3로 독성이 있다.